# Rai (peníze)

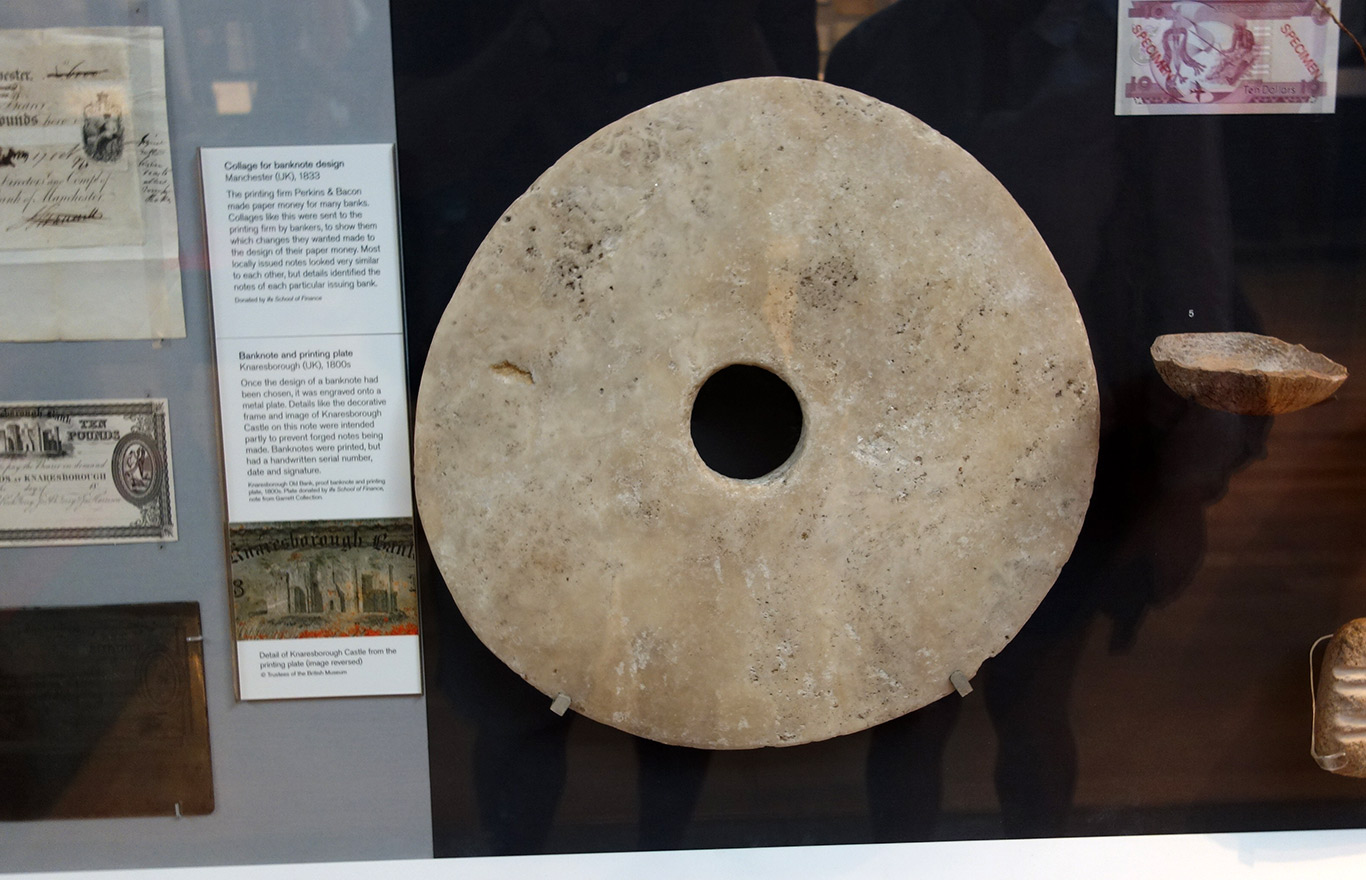
Kámen rai v londýnském Britském muzeu

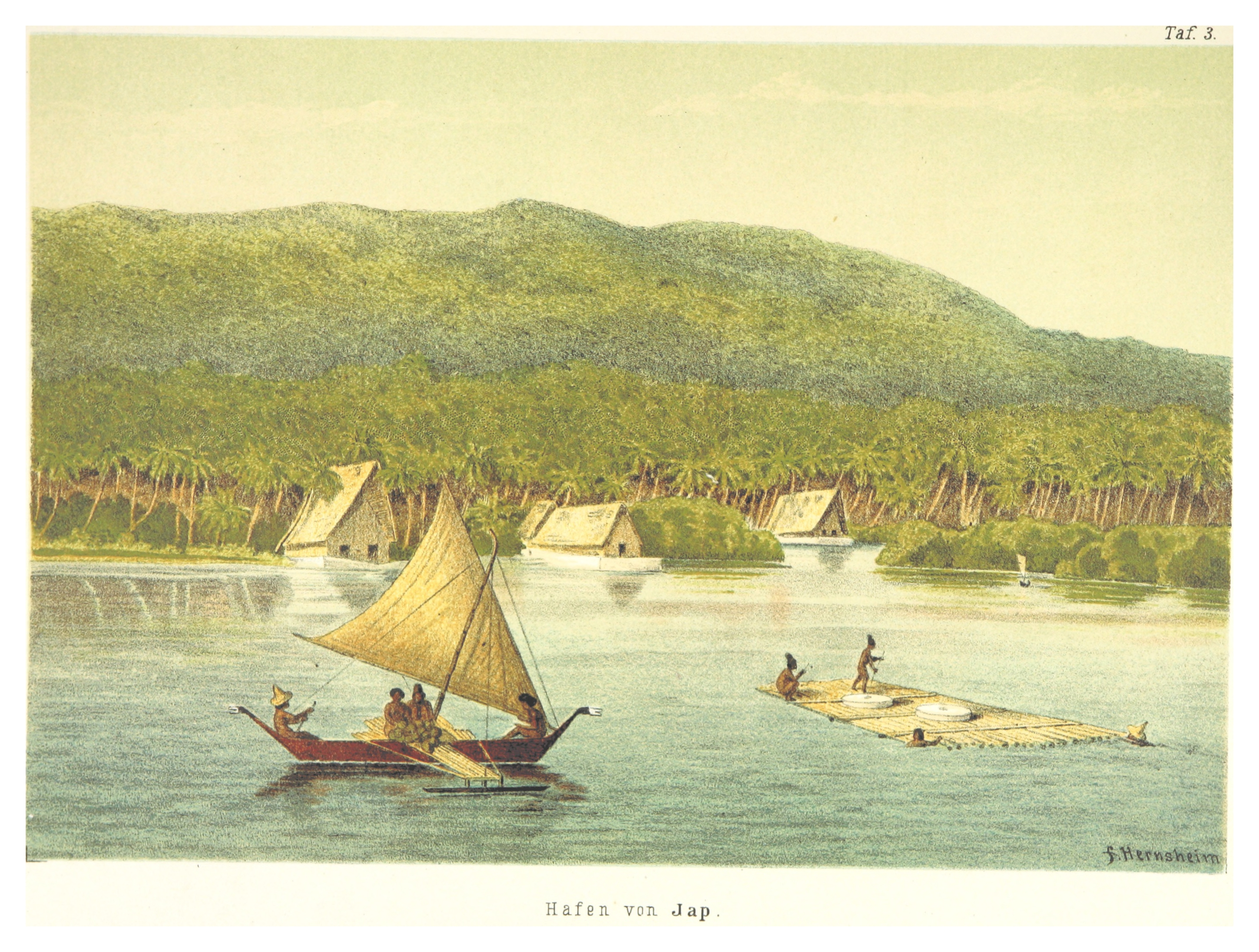
Loď dopravující rai

Rai (také přepisováno jako raay) jsou kamenné disky, které sloužily na mikronéském souostroví Yap jako platidlo. Nejmenší kameny měří několik centimetrů, největší mají průměr čtyři metry a váží okolo pěti tun. Ve středu mají vysekán otvor, který sloužil k provlečení klády pro snadnější přenášení.
Peníze jsou vyrobeny z aragonitu, který se na Yapu nenachází a musel se dovážet z ostrovů Palau nebo Guam, jejichž obyvatelům se za právo těžby platilo kokosovými ořechy. Obtížnost transportu zaručovala hodnotu měny a bránila inflaci. Kamenné mince se používaly při převodu pozemků nebo k placení věna, výkupného a podobně. Byly umístěny na veřejných prostranstvích, ty největší se ani nepřenášely a změna majitele se vyjadřovala zvláštní značkou. Jejich hodnota se odvozovala nejen od velikosti, ale také od kvality opracování nebo od zvláštních příhod, které byly s jejich získáním spojeny. Fungovaly tak spíše symbolicky: dokonce se jako „platné“ uznávaly i kameny, které při přepravě utonuly v moři a nebyly tak fyzicky dostupné. Když domorodci získali od Evropanů kovové nástroje, začali vyrábět více rai, ty však měly nižší hodnotu než původní, protože vyžadovaly méně práce.
Tradice kamenných peněz je stará nejméně pět set let a její vznik je spojován s mytickým hrdinou Anagumangem. Od třicátých let 20. století se přestaly rai vyrábět, v té době bylo na ostrovech napočítáno přes třináct tisíc rai, řada z nich však byla zničena za druhé světové války. Nadále však slouží nejen jako symbol tradiční místní kultury, ale také jako ekvivalent oficiální měny: například při ručení za bankovní půjčku. Rai je také vyobrazen ve státním znaku Yapu.